# اکسال، تافانبیلی
اکسال، تافانبیلی (به لاتین: Akçal, Tufanbeyli) یک منطقهٔ مسکونی در ترکیه است که در استان آدانا واقع شده‌است.